# Peptostreptococcus
Peptostreptococcus é um gênero de bactéria anaeróbia ou microaerofílica, Gram-positiva e não-formadora de esporos. As células são pequenas, esféricas e podem ocorrer em pequenas cadeias, em pares ou individualmente. Peptostreptococcus são bactéricas de crescimento lento, com resistência crescente a antibióticos.
| A espécie mais frequentemente identificada de Peptostreptococcus é o P. magnus.